# Vincenzo Pericoli
Vincenzo Pericoli, Nobile di Orvieto, Nobile di Norcia, Nobile di Camerino (Roma, 29 giugno 1862 – Ginevra, 1º ottobre 1931) è stato un prefetto e politico italiano.
Nell'amministrazione dell'interno dal 1885, è stato prefetto a Chieti, Perugia, Palermo, Venezia, Bologna, Novara, Firenze, Como, Catania, Milano, commissario prefettizio dei comuni di Frascati e Napoli, direttore dell'Ufficio dei servizi civili di Bengasi, segretario generale per gli Affari civili della Tripolitania, regio commissario per le località danneggiate dal terremoto del 6-7 settembre 1920 in Garfagnana, Lunigiana e Toscana.